# Mistrzostwa Europy Strongman 1984
Mistrzostwa Europy Strongman 1984 – doroczne, indywidualne
zawody europejskich siłaczy.
Data: 1984 r.

Miejsce:  Holandia
WYNIKI ZAWODÓW:
| Miejsce | Zawodnik       | Kraj              | Punkty            |
| ------- | -------------- | ----------------- | ----------------- |
| 1.      | Geoff Capes    | Anglia            | 48                |
| 2.      | Rudolf Küster  | Niemcy            | 46                |
| 2.      | Ab Wolders     | Holandia          | 46                |
| 4.      | Simon Wulfse   | Holandia          | 41,5              |
| 5.      | Stephan Lagger |                   | 37                |
| 6.      | Lars Noren     |                   | 31                |
| 7.      | Alan Crossley  | Irlandia Północna | 23,5              |
| 8.      | Torkel Ravnder |                   | 12 (kontuzjowany) |